# Stazione meteorologica di Venezia Tessera
La stazione meteorologica di Venezia Tessera è la stazione meteorologica di riferimento per il Servizio Meteorologico dell'Aeronautica Militare e l'Organizzazione Mondiale della Meteorologia, relativa alla città di Venezia e al suo entroterra.

## Caratteristiche
La stazione meteorologica, gestita dall'ENAV, si trova nell'area climatica dell'Italia nord-orientale, nel Veneto, nel comune di Venezia, presso l'area aeroportuale di Tessera, a 6 metri s.l.m. e alle coordinate geografiche 45°29′43.29″N 12°20′30.4″E.

## Medie climatiche ufficiali

### Dati climatologici 1971-2000
In base alle medie climatiche del trentennio 1971-2000, le più recenti in uso, la temperatura media del mese più freddo, gennaio, è di +3,3 °C, mentre quella del mese più caldo, luglio, è di +23,0 °C; mediamente si contano 53 giorni di gelo all'anno e 16 giorni annui con temperatura massima uguale o superiore ai 30 °C. Nel trentennio esaminato, i valori estremi di temperatura sono i +35,1 °C dell'agosto 1998 (valore però inferiore ai +36,6 °C registrati nel luglio 2006) e i -12,0 °C del gennaio 1985 (valore però superiore ai -13,6 °C del gennaio 1963).
Le precipitazioni medie annue si attestano a 748 mm, mediamente distribuite in 79 giorni, con minimo relativo in inverno, picco massimo in autunno e massimo secondario in estate per gli accumuli totali stagionali.
L'umidità relativa media annua fa registrare il valore di 75,3% con minimi di 72% a luglio e ad agosto e massimo di 80% a dicembre; mediamente si contano 61 giorni all'anno con episodi nebbiosi.
Di seguito è riportata la tabella con le medie climatiche e i valori massimi e minimi assoluti registrati nel trentennio 1971-2000 e pubblicati nell'Atlante Climatico d'Italia del Servizio Meteorologico dell'Aeronautica Militare relativo al medesimo trentennio.
| Venezia Tessera (1971-2000)     | Mesi         | Mesi        | Mesi        | Mesi        | Mesi        | Mesi        | Mesi        | Mesi        | Mesi        | Mesi        | Mesi        | Mesi        | Stagioni | Stagioni | Stagioni | Stagioni | Anno  |
| Venezia Tessera (1971-2000)     | Gen          | Feb         | Mar         | Apr         | Mag         | Giu         | Lug         | Ago         | Set         | Ott         | Nov         | Dic         | Inv      | Pri      | Est      | Aut      | Anno  |
| ------------------------------- | ------------ | ----------- | ----------- | ----------- | ----------- | ----------- | ----------- | ----------- | ----------- | ----------- | ----------- | ----------- | -------- | -------- | -------- | -------- | ----- |
| T. max. media (°C)              | 6,6          | 8,6         | 12,5        | 16,1        | 21,5        | 24,9        | 27,7        | 27,5        | 23,5        | 18,0        | 11,6        | 7,4         | 7,5      | 16,7     | 26,7     | 17,7     | 17,2  |
| T. min. media (°C)              | −0,1         | 0,8         | 4,1         | 7,8         | 12,7        | 16,1        | 18,3        | 17,7        | 14,3        | 9,6         | 4,0         | 0,6         | 0,4      | 8,2      | 17,4     | 9,3      | 8,8   |
| T. max. assoluta (°C)           | 15,7 (1989)  | 21,4 (1990) | 25,3 (1977) | 24,2 (1975) | 29,3 (1993) | 33,6 (1996) | 34,8 (1998) | 35,1 (1998) | 31,2 (1975) | 27,0 (1988) | 20,2 (1972) | 16,2 (1992) | 21,4     | 29,3     | 35,1     | 31,2     | 35,1  |
| T. min. assoluta (°C)           | −12,0 (1985) | −8,8 (1991) | −7,1 (1971) | 0,9 (1986)  | 3,6 (1979)  | 9,4 (1986)  | 11,1 (1980) | 10,0 (1986) | 5,0 (1977)  | 0,4 (1979)  | −8,8 (1975) | −9,9 (1976) | −12,0    | −7,1     | 9,4      | −8,8     | −12,0 |
| Giorni di calura (Tmax ≥ 30 °C) | 0            | 0           | 0           | 0           | 0           | 1           | 7           | 8           | 0           | 0           | 0           | 0           | 0        | 0        | 16       | 0        | 16    |
| Giorni di gelo (Tmin ≤ 0 °C)    | 18           | 13          | 3           | 0           | 0           | 0           | 0           | 0           | 0           | 0           | 5           | 14          | 45       | 3        | 0        | 5        | 53    |
| Precipitazioni (mm)             | 47,0         | 48,3        | 48,8        | 70,0        | 66,0        | 78,0        | 63,9        | 64,8        | 72,0        | 73,5        | 65,5        | 50,6        | 145,9    | 184,8    | 206,7    | 211,0    | 748,4 |
| Giorni di pioggia               | 6            | 5           | 6           | 8           | 8           | 9           | 6           | 6           | 6           | 7           | 6           | 6           | 17       | 22       | 21       | 19       | 79    |
| Giorni di nebbia                | 13           | 8           | 5           | 4           | 1           | 1           | 1           | 1           | 3           | 6           | 8           | 10          | 31       | 10       | 3        | 17       | 61    |
| Umidità relativa media (%)      | 79           | 76          | 74          | 74          | 73          | 73          | 72          | 72          | 75          | 77          | 79          | 80          | 78,3     | 73,7     | 72,3     | 77       | 75,3  |

### Dati climatologici 1961-1990

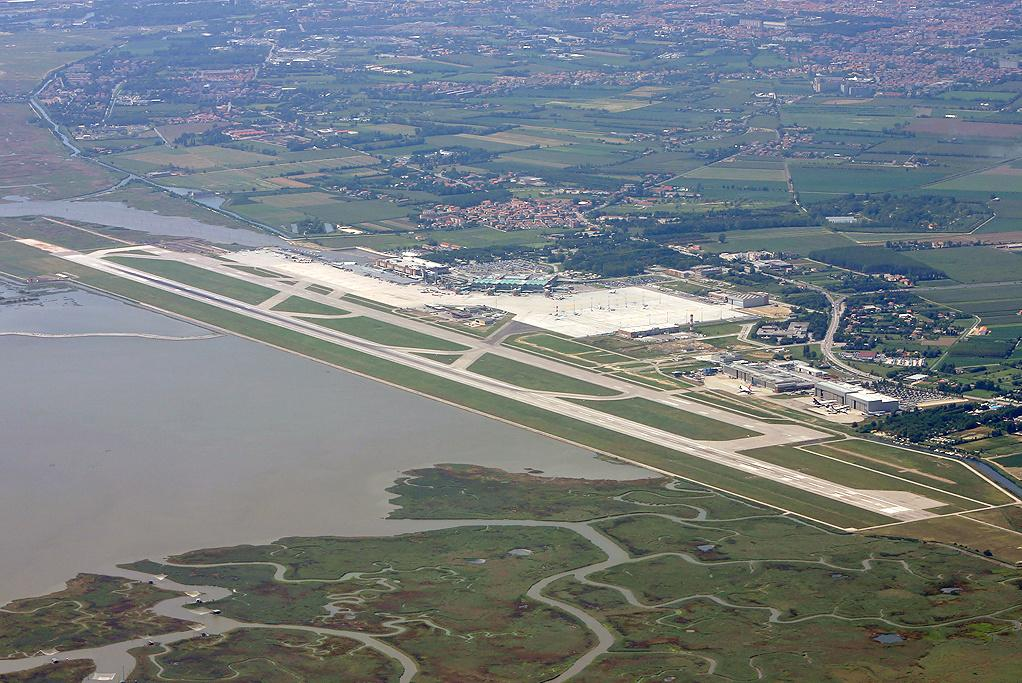
Veduta aerea dell'area di ubicazione della stazione meteorologica

In base alla media trentennale di riferimento 1961-1990, ancora in uso per l'Organizzazione meteorologica mondiale e definita Climate Normal (CLINO), la temperatura media del mese più freddo, gennaio, si attesta a +2,5 °C, quella del mese più caldo, luglio, è di +22,7 °C; mediamente si contano 59 giorni di gelo all'anno. Nel medesimo trentennio, la temperatura minima assoluta ha toccato i -13,5 °C nel gennaio 1963 (media delle minime assolute annue di -7,5 °C), mentre la massima assoluta ha fatto registrare i +35,0 °C nell'agosto 1962 (media delle massime assolute annue di +32,6 °C).
La nuvolosità media annua si attesta a 4 okta giornalieri, con minimi di 2,8 okta giornalieri a luglio e ad agosto e massimo di 5 okta giornalieri a gennaio.
Le precipitazioni medie annue, distribuite in modo irregolare con un minimo relativo invernale, risultano attorno agli 800 mm e distribuite mediamente in 83 giorni.
L'umidità relativa media annua fa registrare il valore di 75,8% con minimo di 71% a luglio e massimi di 81% a dicembre e a gennaio.
L'eliofania assoluta media annua si attesta a 5,6 ore giornaliere, con massimo di 9,3 ore giornaliere a luglio e minimo di 2,5 ore giornaliere a dicembre.
La pressione atmosferica media annua normalizzata al livello del mare fa registrare il valore di 1015,5 hPa, con massimo di 1018 hPa ad ottobre e minimo di 1013 hPa ad aprile.
| Venezia Tessera (1961-1990)                          | Mesi         | Mesi         | Mesi        | Mesi        | Mesi        | Mesi        | Mesi        | Mesi        | Mesi        | Mesi        | Mesi        | Mesi        | Stagioni | Stagioni | Stagioni | Stagioni | Anno    |
| Venezia Tessera (1961-1990)                          | Gen          | Feb          | Mar         | Apr         | Mag         | Giu         | Lug         | Ago         | Set         | Ott         | Nov         | Dic         | Inv      | Pri      | Est      | Aut      | Anno    |
| ---------------------------------------------------- | ------------ | ------------ | ----------- | ----------- | ----------- | ----------- | ----------- | ----------- | ----------- | ----------- | ----------- | ----------- | -------- | -------- | -------- | -------- | ------- |
| T. max. media (°C)                                   | 5,8          | 8,2          | 12,0        | 16,3        | 21,2        | 24,8        | 27,5        | 27,0        | 23,6        | 18,1        | 11,5        | 6,7         | 6,9      | 16,5     | 26,4     | 17,7     | 16,9    |
| T. min. media (°C)                                   | −0,9         | 0,7          | 3,8         | 7,9         | 12,3        | 15,9        | 17,8        | 17,3        | 14,2        | 9,4         | 4,2         | 0,0         | −0,1     | 8,0      | 17,0     | 9,3      | 8,6     |
| T. max. assoluta (°C)                                | 15,7 (1989)  | 21,4 (1990)  | 25,3 (1977) | 27,2 (1962) | 29,0 (1963) | 32,9 (1976) | 34,2 (1971) | 35,0 (1962) | 31,4 (1962) | 27,0 (1988) | 20,4 (1968) | 15,2 (1989) | 21,4     | 29,0     | 35,0     | 31,4     | 35,0    |
| T. min. assoluta (°C)                                | −13,6 (1963) | −12,6 (1963) | −7,4 (1963) | −0,3 (1969) | 2,0 (1962)  | 7,0 (1962)  | 10,2 (1970) | 10,0 (1968) | 5,0 (1977)  | −1,1 (1970) | −8,8 (1975) | −9,9 (1976) | −13,6    | −7,4     | 7,0      | −8,8     | −13,6   |
| Giorni di gelo (Tmin ≤ 0 °C)                         | 19           | 13           | 5           | 0           | 0           | 0           | 0           | 0           | 0           | 0           | 5           | 17          | 49       | 5        | 0        | 5        | 59      |
| Nuvolosità (okta al giorno)                          | 5,0          | 4,4          | 4,4         | 4,5         | 4,0         | 3,7         | 2,8         | 2,8         | 3,2         | 3,7         | 4,7         | 4,7         | 4,7      | 4,3      | 3,1      | 3,9      | 4,0     |
| Precipitazioni (mm)                                  | 58,1         | 54,2         | 57,1        | 64,3        | 68,7        | 76,4        | 63,1        | 83,1        | 66,0        | 69,0        | 87,3        | 53,7        | 166,0    | 190,1    | 222,6    | 222,3    | 801,0   |
| Giorni di pioggia                                    | 7            | 6            | 7           | 8           | 8           | 9           | 6           | 7           | 5           | 6           | 8           | 6           | 19       | 23       | 22       | 19       | 83      |
| Umidità relativa media (%)                           | 81           | 77           | 75          | 75          | 73          | 74          | 71          | 72          | 75          | 77          | 79          | 81          | 79,7     | 74,3     | 72,3     | 77       | 75,8    |
| Eliofania assoluta (ore al giorno)                   | 2,6          | 3,8          | 4,6         | 5,8         | 7,4         | 8,1         | 9,3         | 8,3         | 6,6         | 4,9         | 2,9         | 2,5         | 3,0      | 5,9      | 8,6      | 4,8      | 5,6     |
| Radiazione solare globale media (centesimi di MJ/m²) | 420          | 705          | 1 128       | 1 602       | 2 036       | 2 240       | 2 307       | 1 972       | 1 469       | 942         | 486         | 353         | 1 478    | 4 766    | 6 519    | 2 897    | 15 660  |
| Pressione a 0 metri s.l.m. (hPa)                     | 1 017        | 1 015        | 1 015       | 1 013       | 1 014       | 1 014       | 1 015       | 1 014       | 1 017       | 1 018       | 1 017       | 1 017       | 1 016,3  | 1 014    | 1 014,3  | 1 017,3  | 1 015,5 |

## Valori estremi

### Temperature estreme mensili dal 1961 ad oggi
Nella tabella sottostante sono riportati i valori delle temperature estreme mensili registrate presso la stazione meteorologica dal 1961 ad oggi. Nel periodo esaminato, la temperatura minima assoluta ha toccato i -13,6 °C nel gennaio 1963, mentre la massima assoluta ha raggiunto i +36,6 °C nel luglio 2006.
| Venezia Tessera (1961-2025) | Mesi         | Mesi         | Mesi        | Mesi        | Mesi        | Mesi        | Mesi        | Mesi        | Mesi        | Mesi        | Mesi        | Mesi         | Stagioni | Stagioni | Stagioni | Stagioni | Anno  |
| Venezia Tessera (1961-2025) | Gen          | Feb          | Mar         | Apr         | Mag         | Giu         | Lug         | Ago         | Set         | Ott         | Nov         | Dic          | Inv      | Pri      | Est      | Aut      | Anno  |
| --------------------------- | ------------ | ------------ | ----------- | ----------- | ----------- | ----------- | ----------- | ----------- | ----------- | ----------- | ----------- | ------------ | -------- | -------- | -------- | -------- | ----- |
| T. max. assoluta (°C)       | 17,0 (2025)  | 22,0 (2021)  | 25,3 (1977) | 27,2 (1962) | 31,5 (2005) | 35,2 (2019) | 36,6 (2006) | 36,5 (2022) | 32,8 (2024) | 27,3 (2006) | 23,0 (2004) | 16,7 (2014)  | 22,0     | 31,5     | 36,6     | 32,8     | 36,6  |
| T. min. assoluta (°C)       | −13,6 (1963) | −12,6 (1963) | −7,4 (1963) | −0,8 (2003) | 2,0 (1962)  | 7,0 (1962)  | 10,2 (1970) | 10,0 (1986) | 5,0 (1977)  | −1,1 (1970) | −8,8 (1975) | −12,5 (2009) | −13,6    | −7,4     | 7,0      | −8,8     | −13,6 |